# Instituto Venezolano de los Seguros Sociales
El Instituto Venezolano de los Seguros Sociales (IVSS) es una institución pública de Venezuela dedicada a la protección de la Seguridad Social de todos sus beneficiarios trabajadores. Inició sus labores el 9 de octubre de 1944. El Instituto se ocupa de aplicar el Régimen de los Seguros Sociales en todo el territorio nacional. Su misión primordial es ocuparse de la atención de maternidad, vejez, supervivencia, enfermedad, accidentes, invalidez, muerte, retiro y cesantía o paro forzoso.

## Historia
Los reglamentos del Seguro Social tuvieron algunos cambios adaptándose a las necesidades de los trabajadores y mejorando la prestación de su servicio desde el momento de inicio de sus actividades.
El 9 de octubre de 1944, comienza sus actividades como Seguro Social con los servicios que cubren riesgos de enfermedades, maternidad, accidentes y patologías por accidentes. Estos servicios fueron establecidos en su Reglamento General de la ley del Seguro Social Obligatorio impuesta el 19 de febrero de 1944.
En 1946 se reformula la ley anterior y se crea el Instituto Venezolano de los Seguros Sociales con responsabilidad jurídica y patrimonio propio con la intención de adaptarse a los cambios que se presentaban para esa época.

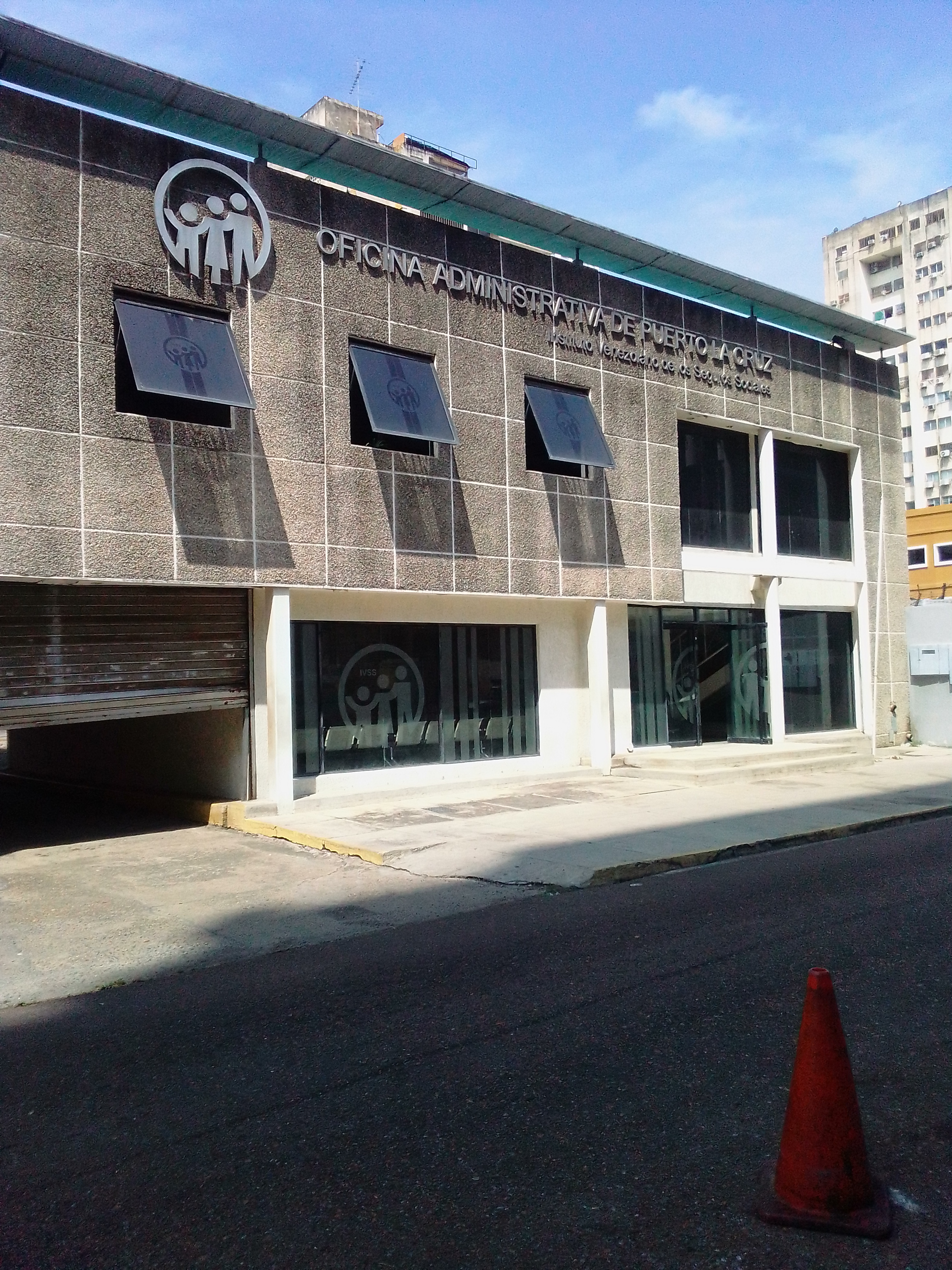
Sede del instituto en Puerto La Cruz

El 5 de octubre de 1951 es derogada la Ley que creaba el Instituto Central de los Seguros Sociales sustituyéndola con el estatuto Orgánico del Seguro Social Obligatorio. Para el año 1966 fue promulgada una nueva ley para el Seguro Social pero comienza a ser aplicada de forma efectiva en 1967. De esta forma se fundan los seguros de enfermedades, maternidad, accidentes de trabajo y enfermedades profesionales en el seguro de asistencia médica. Se ampliaron los beneficios para la asistencia médica integral y se establecieron las prestaciones de largo plazo o pensiones bajo los conceptos de invalidez, incapacidad parcial, vejez y sobrevivientes. Además se amplía agregando asignaciones por nupcias y funerarias. Ese mismo año Julio Iribarren Borges, Presidente del Instituto Venezolano de los Seguros Sociales fue secuestrado, torturado y asesinado y la prensa señaló como responsable a un grupo guerrillero. El suceso generó un fuerte rechazo en la opinión pública, incluyendo varios militantes comunistas. Se señaló como responsables a Félix Farías (alias "Comandante Claudio") y a Eleazar Fabricio Aristiguieta (alias "El Loco Fabricio").